# Brasil en la Copa Mundial de Fútbol de 2006
La Copa Mundial de Fútbol de 2006 fue la decimoctava vez que la Selección de fútbol de Brasil participó en una Copa del Mundo. Fue y sigue siendo el único país que participó en todas las ediciones del torneo FIFA.
El entrenador era Carlos Alberto Parreira y el capitán Cafú. Brasil fue eliminado en cuartos de final y terminó en 5.ª posición.

## Clasificación
Brasil obtuvo el primer lugar del grupo clasificatorio de Sudamérica con 34 puntos (igualando con Argentina). De los 18 partidos disputados, Brasil obtuvo 9 victorias, 7 empates y tan solo 2 derrotas (una en Buenos Aires y otra en Quito). Anotó 35 goles y sólo recibió 17.
| Equipo    | Pts | PJ | PG | PE | PP | GF | GC | Dif |
| --------- | --- | -- | -- | -- | -- | -- | -- | --- |
| Brasil    | 34  | 18 | 9  | 7  | 2  | 35 | 17 | +18 |
| Argentina | 34  | 18 | 10 | 4  | 4  | 29 | 17 | +12 |
| Ecuador   | 28  | 18 | 8  | 4  | 6  | 23 | 19 | +4  |
| Paraguay  | 28  | 18 | 8  | 4  | 6  | 23 | 23 | 0   |
| Uruguay   | 25  | 18 | 6  | 7  | 5  | 23 | 28 | -5  |
| Colombia  | 24  | 18 | 6  | 6  | 6  | 24 | 16 | +8  |
| Chile     | 22  | 18 | 5  | 7  | 6  | 18 | 22 | -4  |
| Perú      | 18  | 18 | 4  | 6  | 8  | 20 | 28 | -8  |
| Venezuela | 18  | 18 | 5  | 3  | 10 | 20 | 28 | -8  |
| Bolivia   | 14  | 18 | 4  | 2  | 12 | 20 | 37 | -17 |

### Primera ronda
| Fecha                    | Lugar          |           |                      | Resultado |                      |           |
| ------------------------ | -------------- | --------- | -------------------- | --------- | -------------------- | --------- |
| 7 de septiembre de 2003  | Barranquilla   | Colombia  | Bandera de Colombia  | 1:2 (1:1) | Bandera de Brasil    | Brasil    |
| 10 de septiembre de 2003 | Manaus         | Brasil    | Bandera de Brasil    | 1:0 (1:0) | Bandera de Ecuador   | Ecuador   |
| 16 de noviembre de 2003  | Lima           | Perú      | Bandera de Perú      | 1:1 (0:1) | Bandera de Brasil    | Brasil    |
| 19 de noviembre de 2003  | Curitiba       | Brasil    | Bandera de Brasil    | 3:3 (2:0) | Bandera de Uruguay   | Uruguay   |
| 31 de marzo de 2004      | Asunción       | Paraguay  | Bandera de Paraguay  | 0:0       | Bandera de Brasil    | Brasil    |
| 2 de junio de 2004       | Belo Horizonte | Brasil    | Bandera de Brasil    | 3:1 (1:0) | Bandera de Argentina | Argentina |
| 6 de junio de 2004       | Santiago       | Chile     | Bandera de Chile     | 1:1 (0:1) | Bandera de Brasil    | Brasil    |
| 5 de septiembre de 2004  | São Paulo      | Brasil    | Bandera de Brasil    | 3:1 (3:0) | Bandera de Bolivia   | Bolivia   |
| 9 de octubre de 2004     | Maracaibo      | Venezuela | Bandera de Venezuela | 2:5 (0:2) | Bandera de Brasil    | Brasil    |

### Segunda ronda
| Fecha                   | Lugar        |           |                      | Resultado |                      |           |
| ----------------------- | ------------ | --------- | -------------------- | --------- | -------------------- | --------- |
| 13 de octubre de 2004   | Maceió       | Brasil    | Bandera de Brasil    | 0:0       | Bandera de Colombia  | Colombia  |
| 17 de noviembre de 2004 | Quito        | Ecuador   | Bandera de Ecuador   | 1:0 (0:0) | Bandera de Brasil    | Brasil    |
| 27 de marzo de 2005     | Goiânia      | Brasil    | Bandera de Brasil    | 1:0 (0:0) | Bandera de Perú      | Perú      |
| 30 de marzo de 2005     | Montevideo   | Uruguay   | Bandera de Uruguay   | 1:1 (0:0) | Bandera de Brasil    | Brasil    |
| 5 de junio de 2005      | Porto Alegre | Brasil    | Bandera de Brasil    | 4:1 (2:0) | Bandera de Paraguay  | Paraguay  |
| 8 de junio de 2005      | Buenos Aires | Argentina | Bandera de Argentina | 3:1 (3:0) | Bandera de Brasil    | Brasil    |
| 4 de septiembre de 2005 | Brasilia     | Brasil    | Bandera de Brasil    | 5:0 (4:0) | Bandera de Chile     | Chile     |
| 9 de octubre de 2005    | La Paz       | Bolivia   | Bandera de Bolivia   | 1:1 (0:1) | Bandera de Brasil    | Brasil    |
| 11 de octubre de 2005   | Belém        | Brasil    | Bandera de Brasil    | 3:0 (1:0) | Bandera de Venezuela | Venezuela |

## Campaña de Clasificatorias

### Goleadores de Brasil
10 goles
- Ronaldo Nazário

6 goles
- Adriano

5 goles
- Kaká

4 goles
- Ronaldinho

2 goles
- Robinho
- Roberto Carlos

1 gol
- Luís Fabiano
- Rivaldo
- Émerson
- Zé Roberto
- Juan
- Juninho Pernambucano

### Asistencias de Brasil
6 asistencias
- Ronaldo Nazário

5 asistencias
- Zé Roberto

4 asistencias
- Ronaldinho

2 asistencias
- Kaká
- Robinho
- Edu Gaspar

1 asistencias
- Roberto Carlos
- Adriano

## Jugadores
Datos corresponden a situación previo al inicio del torneo
| #     | Nac | Nombre                  | Posición      | Edad | PJ Sel | Club                |
| ----- | --- | ----------------------- | ------------- | ---- | ------ | ------------------- |
| 1     |     | Dida                    | Portero       | 32   | 86     | AC Milan            |
| 2     |     | Cafú                    | Defensa       | 36   | 138    | AC Milan            |
| 3     |     | Lúcio                   | Defensa       | 28   | 50     | Bayern Múnich       |
| 4     |     | Juan                    | Defensa       | 27   | 38     | Bayer 04 Leverkusen |
| 5     |     | Emerson                 | Mediocampista | 30   | 70     | Juventus de Turín   |
| 6     |     | Roberto Carlos          | Defensa       | 33   | 121    | Real Madrid         |
| 7     |     | Adriano                 | Delantero     | 24   | 32     | Internazionale      |
| 8     |     | Kaká                    | Mediocampista | 24   | 38     | AC Milan            |
| 9     |     | Ronaldo                 | Delantero     | 29   | 92     | Real Madrid         |
| 10    |     | Ronaldinho              | Mediocampista | 26   | 63     | FC Barcelona        |
| 11    |     | Zé Roberto              | Mediocampista | 31   | 79     | Bayern Múnich       |
| 12    |     | Rogério Ceni            | Portero       | 33   | 15     | São Paulo           |
| 13    |     | Cicinho                 | Mediocampista | 25   | 10     | Real Madrid         |
| 14    |     | Luisão                  | Defensa       | 25   | 19     | SL Benfica          |
| 15    |     | Cris                    | Defensa       | 29   | 15     | Olympique de Lyon   |
| 16    |     | Gilberto                | Defensa       | 30   | 9      | Hertha de Berlín    |
| 17    |     | Gilberto Silva          | Mediocampista | 29   | 36     | Arsenal FC          |
| 18    |     | Mineiro                 | Defensa       | 30   | 2      | São Paulo           |
| 19    |     | Juninho Pernambucano    | Mediocampista | 31   | 37     | Olympique de Lyon   |
| 20    |     | Ricardinho              | Mediocampista | 30   | 19     | Corinthians         |
| 21    |     | Fred                    | Delantero     | 22   | 3      | Olympique de Lyon   |
| 22    |     | Júlio César             | Portero       | 26   | 11     | Internazionale      |
| 23    |     | Robinho                 | Delantero     | 22   | 23     | Real Madrid         |
| D. T. |     | Carlos Alberto Parreira |               |      |        |                     |

## Participación

### Preparación
El talento del ataque de Brasil le valió el apodo de "cuadrado mágico", debido a la base formada por cuatro jugadores: Ronaldo, Ronaldinho, Kaká y Adriano. Hubo incluso peticiones para convertirlo en quinteto. 
En un concurso realizado por Hyundai, los aficionados de los equipos eligieron un lema para cada seleccionado, el cual sería colocado en los buses que transportarían a los jugadores a lo largo del país. El eslogan elegido para Brasil fue «Veículo monitorado por 180 milhões de corações brasileiros» (Vehículo monitoreado por 180 millones de corazones brasileños)
Un mes antes de la competición, el equipo brasileño se alojó en la pequeña localidad suiza de Weggis, en el lujoso hotel Weggis Park, y se entrenó en el Thermoplan Arena. La CBF vendió la preparación por 2 millones de dólares a una empresa que explotó comercialmente la presencia brasileña. Entre los actos hubo un "carnaval" con la presencia de Neguinho da Beija-Flor, acompañado de 15 pasistas.
El preparador físico Moraci Sant'Anna declaró: "Mi trabajo era en la sala de musculación. Era una sala muy buena la que habían montado allí. Entonces llega Américo Faria [coordinador de la delegación] y dice: 'Tienes que sacar a los jugadores al campo, hay 5.000 personas que han pagado entradas'. ¿Pero todos los entrenamientos van a ser así? Américo respondió: está en el contrato, hay una multa enorme. Tuvimos que tragar con eso. (...) Teníamos al menos ocho jugadores que estaban muy por debajo de su nivel [físico], algunos con mucho sobrepeso, y que, de no haber inscritos, habrían sido cortados.".
Ronaldo tenía el Índice de masa corporal más alto de los 736 jugadores del Mundial.
Según Parreira: "Ellos (los jugadores) llegaron de una forma que no debían. Pero no había forma de cambiar la lista de convocados, salvo por lesión. La lista era inmutable. Incluso hablamos con la FIFA sobre eso, pero era una determinación clara. Si el tipo llegaba gordo o flaco, no había forma de cambiarlo".
La periodista de Bandeirantes TV Mariana Ferrão cubrió la competición: "Estuve allí viendo entrenar a la selección todo el día. Ronaldinho Gaúcho sólo entrenaba cuando llegaba la prensa española, hacía 3 ó 4 pasadas, se ponía el balón al cuello. Era un negocio... Ibas a ver entrenar a Portugal, a los tíos yendo de un lado para otro, animales, y pensabas, Dios mío, ¿qué estamos haciendo? Entonces yo decía, ¿nadie va a demostrar que los chicos no están haciendo nada? Veías todos los reportajes y todo el mundo hablaba muy bien de ellos".

### Enfrentamientos previos
A diferencia de la mayoría de los otros equipos, Brasil enfrentó solamente tres partidos internacionales de entrenamiento previo al torneo. Además, de estos tres equipos, ninguno clasificó al Mundial y únicamente Rusia puede ser considerado un equipo de importancia. El seleccionado brasileño ganó los tres partidos, de forma abultada ante los Emiratos Árabes Unidos y Nueva Zelanda y por la cuenta mínima ante los rusos.
| Fecha                   | Lugar    |        |                    | Resultado |                                    |                 |
| ----------------------- | -------- | ------ | ------------------ | --------- | ---------------------------------- | --------------- |
| 12 de noviembre de 2005 | Abu Dabi | Brasil | Bandera de Brasil. | 8:0 (1:0) | Bandera de Emiratos Árabes Unidos. | Emiratos Árabes |
| 1 de marzo de 2006      | Moscú    | Brasil | Bandera de Brasil. | 1:0 (1:0) | Bandera de Rusia.                  | Rusia           |
| 4 de junio de 2006      | Ginebra  | Brasil | Bandera de Brasil. | 4:0 (1:0) | Bandera de Nueva Zelanda.          | Nueva Zelanda   |

## Campaña
En su partido inaugural de la Copa Mundial de la FIFA 2006, la selección brasileña se enfrentó a Croacia, a la que venció por 1-0. La falta de movilidad del dúo atacante fue muy criticada. Kaká declaró tras el partido: "Ronaldo aún no está al cien por cien. Un poco más de movimiento por su parte sería ideal". Adriano recibió 29 balones, pero perdió 13 de ellos.
En el segundo partido, contra la Australia, Brasil ganó 2-0. UOL lo describió así: "El segundo partido de Brasil en el Mundial fue similar al primero: el equipo jugó mal, hubo poca creatividad, sustos y le costó ganar". En el partido contra la Japón, Brasil, ya clasificado, jugó con un equipo mixto y ganó 4-1. Parreira alineó un equipo más ligero, con Cicinho, Gilberto y Robinho. Cicinho y Robinho fueron los líderes de asistencias de Brasil en la Copa FIFA Confederaciones 2005. El equipo jugó su mejor partido en el Mundial (a pesar del susto de acabar la primera parte 1-0 abajo) y Ronaldinho creció en rendimiento; con más opciones de velocidad, jugó su partido con más asistencias para finalización (key passes), 8. El seleccionador de Japón era Zico: "Le dije a Parreira, me has hecho caer, el equipo de Brasil era demasiado lento, cuando llegué, todo cambió".
En la segunda ronda, Brasil venció a Ghana por 3-0. Parreira recuperó el equipo de los dos primeros partidos. Fue un partido de récords personales. Ronaldo marcó el primer gol y se convirtió en el máximo goleador histórico de la Copa del Mundo, con 15 tantos. Cafú disputó 19 partidos y se aisló como el brasileño con más apariciones en Mundiales. En 2008, el periodista inglés Declan Hill afirmó que Ghana había vendido el partido a casas de apuestas asiáticas. El centrocampista Stephen Appiah confirmó que efectivamente había habido una propuesta para que los ghaneses cedieran un partido, pero no contra Brasil, y garantiza que la propuesta no fue aceptada.
En cuartos de final, Parreira alineó a Juninho Pernambucano en lugar de Adriano. Pero Brasil cayó por 1-0. El seleccionador francés, Raymond Domenech, recordó: "Tuve aún más confianza cuando vi la alineación. Quitaron a Adriano y pusieron a Juninho. Estábamos contentos, ¿no? No es que Juninho no sea un gran jugador. Pero Adriano pesa en la defensa, sobre todo si hay que vigilar a Ronaldo. Por eso pude decir a mis jugadores: 'Los brasileños tienen miedo. Han quitado a un delantero porque tienen miedo de lo que les vamos a hacer'".
Los rumores de que Robinho o Kaká estaban lesionados fueron desmentidos por la comisión médica. El médico del equipo, José Luiz Runco, descartó cualquier problema médico en el partido contra Francia: "Todos estaban en plenas condiciones para jugar". El narrador Galvão Bueno de la principal cadena de televisión de Brasil, TV Globo, culpó a Roberto Carlos del gol de la eliminación, alegando que el lateral se estaba atando los calcetines cuando debería haber estado en el área marcando.
Gérson criticó: "La selección nacional era como un circo. Sólo había una máscara. Uno buscaba un récord, el otro quería levantar el trofeo más veces. En realidad, Brasil no jugó nada". Jairzinho: "Perder es natural, pero perder como lo hicimos no es natural. Fue un equipo apático y desinteresado". La actuación de Zinedine Zidane fue muy elogiada. The Guardian calificó de "majestuosa" la actuación de Zidane.

### Primera fase
| Equipo    | Pts | PJ | PG | PE | PP | GF | GC | Dif |
| --------- | --- | -- | -- | -- | -- | -- | -- | --- |
| Brasil    | 9   | 3  | 3  | 0  | 0  | 7  | 1  | +6  |
| Australia | 4   | 3  | 1  | 1  | 1  | 5  | 5  | 0   |
| Croacia   | 2   | 3  | 0  | 2  | 1  | 2  | 3  | -1  |
| Japón     | 1   | 3  | 0  | 1  | 2  | 2  | 7  | -5  |

| 13 de junio de 2006, 21:00 | Brasil   | 1:0 (1:0) | Croacia | Estadio Olímpico, Berlín                                               |                                                                        |
|                            | Kaká 44' | Reporte   |         | Asistencia: 72.000 espectadores Árbitro(s): Armando Archundia (México) | Asistencia: 72.000 espectadores Árbitro(s): Armando Archundia (México) |

| Brasil | Brasil | Croacia | Croacia | Formación |
| ------ | --- | --- | ------- | --------- |
| Brasil | Primera Fase (Grupo F), 1.ª Fecha 13 de junio de 2006 en Estadio Olímpico de Berlín Resultado: 1:0 Asistentes: 72 000 Árbitro: Benito Archundia (México) Reporte | Primera Fase (Grupo F), 1.ª Fecha 13 de junio de 2006 en Estadio Olímpico de Berlín Resultado: 1:0 Asistentes: 72 000 Árbitro: Benito Archundia (México) Reporte                                                     | Croacia |           |
| Brasil | (1) Dida · (6) Roberto Carlos · (4) Juan · (3) Lúcio · (2) Cafú · (10) Ronaldinho · (11) Zé Roberto · (5) Émerson · (8) Kaká · (9) Ronaldo 69' · (7) Adriano     | (1) Stipe Pletikosa · (3) Josip Šimunić · (4) Robert Kovač · (7) Dario Šimić · (8) Marko Babić · (5) Igor Tudor · (10) Niko Kovač 41' · (2) Darijo Srna · (19) Niko Kranjčar · (17) Ivan Klasnić 56' · (9) Dado Pršo | Croacia |           |
| Brasil | Carlos Alberto Parreira | Zlatko Kranjčar | Croacia |           |
| Brasil | (23) Robinho 69' | (16) Jerko Leko 41' · (18) Ivica Olić 56' | Croacia |           |
| Brasil | Goles | | Croacia |           |
| Brasil | 1:0 44' Kaká | | Croacia |           |
| Brasil | Tarjetas amarillas | | Croacia |           |
| Brasil | 42' Émerson | 32' Niko Kovač · 67' Robert Kovač · 90' Igor Tudor | Croacia |           |

| 18 de junio de 2006, 18:00 | Brasil                 | 2:0 (0:0) | Australia | Allianz Arena, Múnich                                              |                                                                    |
|                            | Adriano 49' · Fred 90' | Reporte   |           | Asistencia: 66.000 espectadores Árbitro(s): Markus Merk (Alemania) | Asistencia: 66.000 espectadores Árbitro(s): Markus Merk (Alemania) |

| Brasil | Brasil | Australia | Australia | Formación |
| ------ | --- | --- | --------- | --------- |
| Brasil | Primera fase (Grupo F), 2.ª fecha 18 de junio de 2006 en Allianz Arena de Múnich Resultado: 2:0 Asistentes: 66 000 Árbitro: Markus Merk (Alemania) Reporte           | Primera fase (Grupo F), 2.ª fecha 18 de junio de 2006 en Allianz Arena de Múnich Resultado: 2:0 Asistentes: 66 000 Árbitro: Markus Merk (Alemania) Reporte                                                                           | Australia |           |
| Brasil | (1) Dida · (6) Roberto Carlos · (4) Juan · (3) Lúcio · (2) Cafú · (10) Ronaldinho · (11) Zé Roberto · (5) Émerson 72' · (8) Kaká · (9) Ronaldo 72' · (7) Adriano 88' | (1) Mark Schwarzer · (6) Tony Popovic 41' · (2) Lucas Neill · (3) Craig Moore 69' · (14) Scott Chipperfield · (13) Vince Grella · (7) Brett Emerton · (5) Jason Čulina · (4) Tim Cahill 56' · (21) Mile Sterjovski · (9) Mark Viduka | Australia |           |
| Brasil | Carlos Alberto Parreira | Guus Hiddink | Australia |           |
| Brasil | (17) Gilberto Silva 72' · (23) Robinho 72' · (21) Fred 88' | (23) Mark Bresciano 41' · (10) Harry Kewell 56' · (15) John Aloisi 69' | Australia |           |
| Brasil | Goles | | Australia |           |
| Brasil | 1:0 49' Adriano · 2:0 90' Fred | | Australia |           |
| Brasil | Tarjetas amarillas | | Australia |           |
| Brasil | 29' Cafú · 31' Ronaldo · 83' Robinho | 13' Brett Emerton · 39' Jason Čulina | Australia |           |

| 22 de junio de 2006, 21:00 | Brasil                                          | 4:1 (1:1) | Japón      | Signal Iduna Park, Dortmund                                       |                                                                   |
|                            | Ronaldo 45+1', 81' · Juninho 53' · Gilberto 59' | Reporte   | Tamada 34' | Asistencia: 65.000 espectadores Árbitro(s): Eric Poulat (Francia) | Asistencia: 65.000 espectadores Árbitro(s): Eric Poulat (Francia) |

| Japón | Japón | Brasil | Brasil | Formación |
| ----- | --- | --- | ------ | --------- |
| Japón | Primera fase (Grupo F), 3.ª fecha 22 de junio de 2006 en Signal Iduna Park de Dortmund Resultado: 1:4 Asistentes: 65 000 Árbitro: Eric Poulat (Francia) Reporte                                                                                     | Primera fase (Grupo F), 3.ª fecha 22 de junio de 2006 en Signal Iduna Park de Dortmund Resultado: 1:4 Asistentes: 65 000 Árbitro: Eric Poulat (Francia) Reporte                        | Brasil |           |
| Japón | (23) Yoshikatsu Kawaguchi · (14) Alex · (22) Yūji Nakazawa · (19) Keisuke Tsuboi · (21) Akira Kaji · (10) Shunsuke Nakamura · (17) Jun'ichi Inamoto · (7) Hidetoshi Nakata · (8) Mitsuo Ogasawara 56' · (20) Keiji Tamada · (11) Seiichirō Maki 60' | (1) Dida 82' · (16) Gilberto · (4) Juan · (3) Lúcio · (13) Cicinho · (10) Ronaldinho 71' · (17) Gilberto Silva · (19) Juninho Pernambucano · (8) Kaká 71' · (23) Robinho · (9) Ronaldo | Brasil |           |
| Japón | Zico | Carlos Alberto Parreira | Brasil |           |
| Japón | (6) Kōji Nakata 56' · (9) Naohiro Takahara 60' 66' · (16) Masashi Ōguro 66' | (11) Zé Roberto 71' · (20) Ricardinho 71' · (12) Rogério Ceni 82' | Brasil |           |
| Japón | Goles | | Brasil |           |
| Japón | 1:0 34' Keiji Tamada | · 1:1 45+1' Ronaldo · 1:2 53' Juninho Pernambucano · 1:3 59' Gilberto · 1:4 81' Ronaldo                                                                                                | Brasil |           |
| Japón | Tarjetas amarillas | | Brasil |           |
| Japón | 40' Akira Kaji | 44' Gilberto | Brasil |           |

### Octavos de final
| 27 de junio de 2006, 17:00 | Brasil                                      | 3:0 (2:0) | Ghana | Signal Iduna Park, Dortmund                                           |                                                                       |
|                            | Ronaldo 5' · Adriano 45+1' · Zé Roberto 84' | Reporte   |       | Asistencia: 65.000 espectadores Árbitro(s): Ľuboš Micheľ (Eslovaquia) | Asistencia: 65.000 espectadores Árbitro(s): Ľuboš Micheľ (Eslovaquia) |

| Brasil | Brasil | Ghana | Ghana | Formación |
| ------ | --- | --- | ----- | --------- |
| Brasil | Octavos de final 27 de junio de 2006 en Signal Iduna Park de Dortmund Resultado: 3:0 Asistentes: 65 000 Árbitro: Ľuboš Micheľ (Eslovaquia) Reporte                   | Octavos de final 27 de junio de 2006 en Signal Iduna Park de Dortmund Resultado: 3:0 Asistentes: 65 000 Árbitro: Ľuboš Micheľ (Eslovaquia) Reporte                                                                                        | Ghana |           |
| Brasil | (1) Dida · (6) Roberto Carlos · (4) Juan · (3) Lúcio · (2) Cafú · (10) Ronaldinho · (11) Zé Roberto · (5) Émerson 46' · (8) Kaká 83' · (9) Ronaldo · (7) Adriano 61' | (22) Richard Kingson · (6) Emmanuel Pappoe · (7) Illiasu Shilla · (5) John Mensah · (15) John Paintsil · (23) Haminu Dramani · (18) Eric Addo 60' · (10) Stephen Appiah · (11) Sulley Muntari · (3) Asamoah Gyan · (14) Matthew Amoah 70' | Ghana |           |
| Brasil | Carlos Alberto Parreira | Ratomir Dujković | Ghana |           |
| Brasil | (17) Gilberto Silva 46' · (19) Juninho Pernambucano 61' · (20) Ricardinho 83'                                                                                        | (9) Derek Boateng 60' · (12) Alex Tachie-Mensah 70' | Ghana |           |
| Brasil | Goles | | Ghana |           |
| Brasil | 1:0 5' Ronaldo · 2:0 45+1' Adriano · 3:0 84' Zé Roberto | | Ghana |           |
| Brasil | Tarjetas amarillas | | Ghana |           |
| Brasil | 13' Adriano · 44' Juan | 7' Stephen Appiah · 11' Sulley Muntari · 29' John Paintsil · 38' Eric Addo · 48' Asamoah Gyan | Ghana |           |
| Brasil | Doble amarilla | | Ghana |           |
| Brasil | 81' Asamoah Gyan | | Ghana |           |

### Cuartos de final
| 1 de julio de 2006, 21:00 | Brasil | 0:1 (0:0) | Francia   | Commerzbank-Arena, Fráncfort del Meno                                      |                                                                            |
|                           |        | Reporte   | Henry 57' | Asistencia: 48.000 espectadores Árbitro(s): Luis Medina Cantalejo (España) | Asistencia: 48.000 espectadores Árbitro(s): Luis Medina Cantalejo (España) |

| Brasil | Brasil | Francia | Francia | Formación |
| ------ | --- | --- | ------- | --------- |
| Brasil | Cuartos de final 1 de julio de 2006 en Commerzbank-Arena de Fráncfort del Meno Resultado: 0:1 Asistentes: 48 000 Árbitro: Luis Medina Cantalejo (España) Reporte                           | Cuartos de final 1 de julio de 2006 en Commerzbank-Arena de Fráncfort del Meno Resultado: 0:1 Asistentes: 48 000 Árbitro: Luis Medina Cantalejo (España) Reporte                                                                                  | Francia |           |
| Brasil | (1) Dida · (6) Roberto Carlos · (4) Juan · (3) Lúcio · (2) Cafú 76' · (11) Zé Roberto · (19) Juninho Pernambucano 63' · (8) Kaká 79' · (17) Gilberto Silva · (10) Ronaldinho · (9) Ronaldo | (16) Fabien Barthez · (3) Éric Abidal · (5) William Gallas · (15) Lilian Thuram · (19) Willy Sagnol · (6) Claude Makélélé · (4) Patrick Vieira · (7) Florent Malouda 81' · (10) Zinedine Zidane · (22) Franck Ribéry 77' · (12) Thierry Henry 86' | Francia |           |
| Brasil | Carlos Alberto Parreira | Raymond Domenech | Francia |           |
| Brasil | (7) Adriano 63' · (13) Cicinho 76' · (23) Robinho 79' | (9) Sidney Govou 77' · (11) Sylvain Wiltord 81' · (14) Louis Saha 86' | Francia |           |
| Brasil | Goles | | Francia |           |
| Brasil | 0:1 57' Thierry Henry | | Francia |           |
| Brasil | Tarjetas amarillas | | Francia |           |
| Brasil | 25' Cafú · 45' Juan · 45+2' Ronaldo · 75' Lúcio | 74' Willy Sagnol · 87' Louis Saha · 88' Lilian Thuram | Francia |           |

### Participación de jugadores
| #  | Nombre               | Posición      | PJ | Min |   | Asist | Tiros  | Faltas |   |   |
| -- | -------------------- | ------------- | -- | --- | - | ----- | ------ | ------ | - | - |
| 2  | Cafú                 | Defensa       | 4  | 345 | 0 | 2     | 2      | 3-9    | 2 | 0 |
| 3  | Lúcio                | Defensa       | 5  | 450 | 0 | 0     | 1      | 10-2   | 1 | 0 |
| 4  | Juan                 | Defensa       | 5  | 450 | 0 | 1     | 2      | 5-10   | 2 | 0 |
| 5  | Emerson              | Mediocampista | 3  | 206 | 0 | 0     | 1      | 5-5    | 1 | 0 |
| 6  | Roberto Carlos       | Defensa       | 4  | 360 | 0 | 0     | 8      | 5-1    | 0 | 0 |
| 7  | Adriano              | Delantero     | 4  | 265 | 2 | 0     | 5      | 6-10   | 1 | 0 |
| 8  | Kaká                 | Mediocampista | 5  | 410 | 1 | 1     | 8      | 18-8   | 0 | 0 |
| 9  | Ronaldo              | Delantero     | 5  | 409 | 3 | 1     | 15     | 5-4    | 2 | 0 |
| 10 | Ronaldinho           | Delantero     | 5  | 430 | 0 | 1     | 7      | 8-5    | 0 | 0 |
| 11 | Zé Roberto           | Mediocampista | 5  | 380 | 1 | 0     | 2      | 4-7    | 0 | 0 |
| 13 | Cicinho              | Defensa       | 2  | 105 | 0 | 1     | 2      | 3-1    | 0 | 0 |
| 14 | Luisão               | Defensa       | 0  | 0   | 0 | 0     | 0      | 0-0    | 0 | 0 |
| 15 | Cris                 | Defensa       | 0  | 0   | 0 | 0     | 0      | 0-0    | 0 | 0 |
| 16 | Gilberto             | Defensa       | 1  | 90  | 1 | 0     | 1      | 1-2    | 1 | 0 |
| 17 | Gilberto Silva       | Mediocampista | 4  | 244 | 0 | 0     | 1      | 1-7    | 0 | 0 |
| 18 | Mineiro              | Mediocampista | 0  | 0   | 0 | 0     | 0      | 0-0    | 0 | 0 |
| 19 | Juninho Pernambucano | Mediocampista | 3  | 182 | 1 | 0     | 5      | 5-1    | 0 | 0 |
| 20 | Ricardinho           | Mediocampista | 2  | 28  | 0 | 1     | 0      | 1-1    | 0 | 0 |
| 21 | Fred                 | Delantero     | 1  | 3   | 1 | 0     | 1      | 0-0    | 0 | 0 |
| 23 | Robinho              | Delantero     | 4  | 143 | 0 | 0     | 7      | 7-2    | 1 | 0 |
| #  | Nombre               | Posición      | PJ | Min |   | Prom. | Atajos | Faltas |   |   |
| 1  | Dida                 | Portero       | 5  | 441 | 2 | 0,4   | 19     | 4-0    | 0 | 0 |
| 12 | Rogério Ceni         | Portero       | 1  | 9   | 0 | 0     | 1      | 0-0    | 0 | 0 |
| 22 | Júlio César          | Portero       | 0  | 0   | 0 | 0     | 0      | 0-0    | 0 | 0 |